# Incisura
Incisura is een geslacht van weekdieren uit de klasse van de Gastropoda (slakken).

## Soorten
- Incisura auriformis Geiger & Jansen, 2004
- Incisura fossilis (Laws, 1940) †
- Incisura geoffreyi Laws, 1940 †
- Incisura lytteltonensis (E. A. Smith, 1894)
- Incisura remota (Iredale, 1924)
- Incisura rosea (Hedley, 1904)